# Jean-Baptiste Chardon (jésuite)
Pour les articles homonymes, voir Jean-Baptiste Chardon.
Jean-Baptiste Chardon, né le 27 avril 1671 à Bordeaux dans le département de la Gironde (France) et décédé le 11 avril 1743 à Québec (Nouvelle-France) était un missionnaire jésuite qui passa la plus grande partie de sa vie, soit plus de 40 ans, auprès des communautés amérindiennes de la Nouvelle-France.

## Biographie

### Jeunesse et formation religieuse
Jean-Baptiste Chardon est né le 27 avril 1671 à Bordeaux dans région de l'Aquitaine, plus précisément dans le département français de la 
Gironde. Admis au noviciat de Bordeaux en septembre 1687, il poursuit des études classiques à Pau (1689-1690). Par la suite, il enseigne la grammaire, les humanités et la rhétorique au collège de La Rochelle entre 1690 et 1695. Il complète sa formation per l'étude de la théologie à Poitiers (1695-1699). Il y est ordonné prêtre en 1697.

### Arrivée en Nouvelle-France et première mission
Envoyé comme missionnaire en Nouvelle-France il arrive à Québec lors de l'été de 1699. S'adonnant à l'étude des langues amérindiennes il s'y montre très doué. Il entame son apostolat par une première mission auprès des communautés amérindiennes de la Nouvelle-France par un voyage au Saguenay en 1700 et parcourt alors un grand territoire se rendant jusqu'au lac Mistassini. Il est ensuite de retour au Saguenay pour y passer l'hiver et célèbre un baptême en juillet 1701.

### Les missions dans la région des Grands Lacs

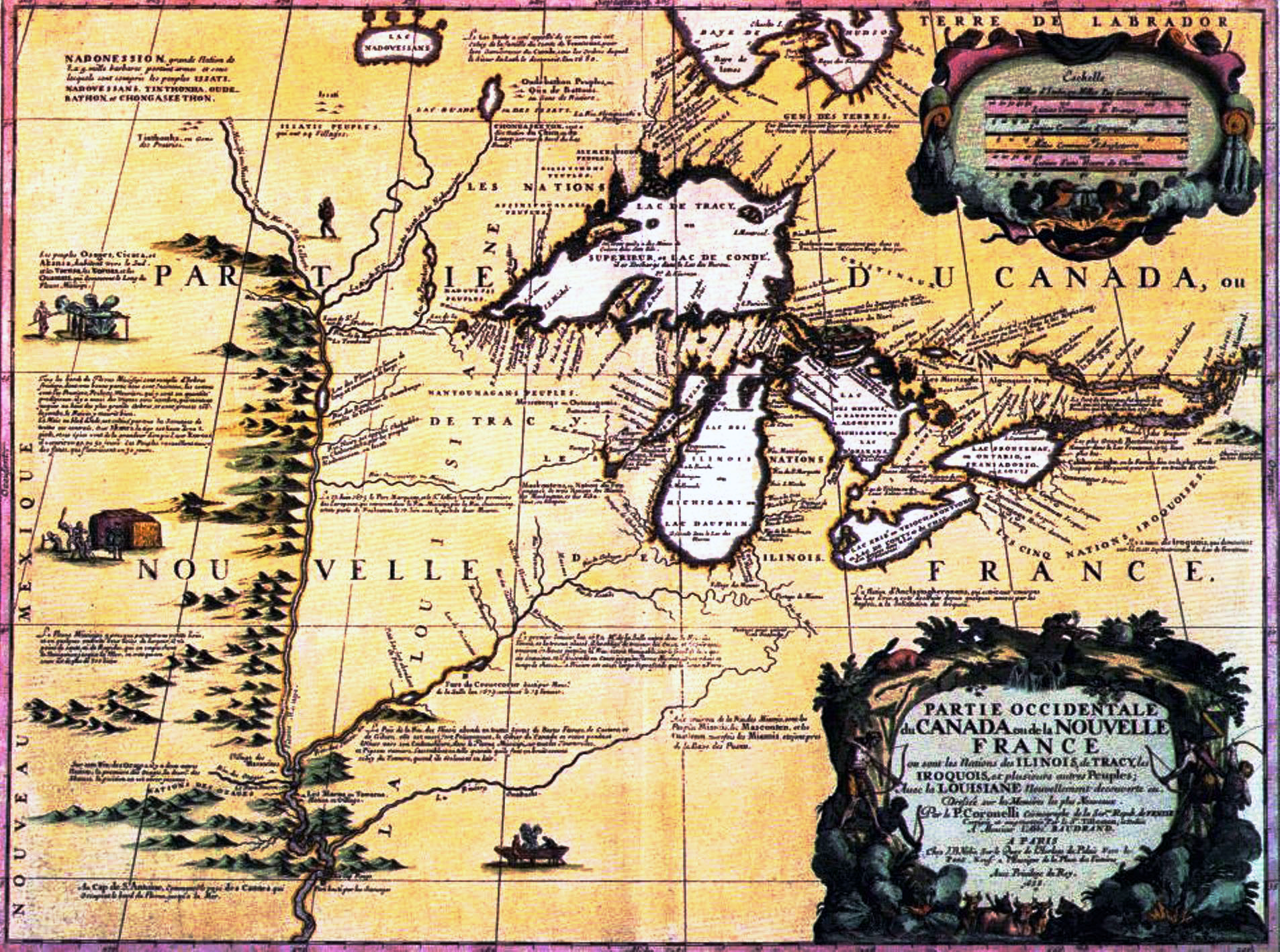
Carte des Pays-d'en-Haut en Nouvelle-France par Vincenzo Coronelli en 1688.

En 1701, il est nommé missionnaire auprès des Outaouais et se rend dans la région des Grands Lacs connues sous le nom de Pays-d'en-Haut. Il arrive à la mission Saint-Ignace vers le 25 septembre 1701. Il est alors appelé à se rendre à la mission Saint-François-Xavier à la baie des Puants pour y seconder le père Henri Nouvel, alors âgé de 80 ans, et dont la santé est chancelante,. À la suite du décès du père Nouvel en 1701 ou 1702, il assume la responsabilité de la mission Saint-Francois-Xavier et en est aussi le dernier supérieur. 

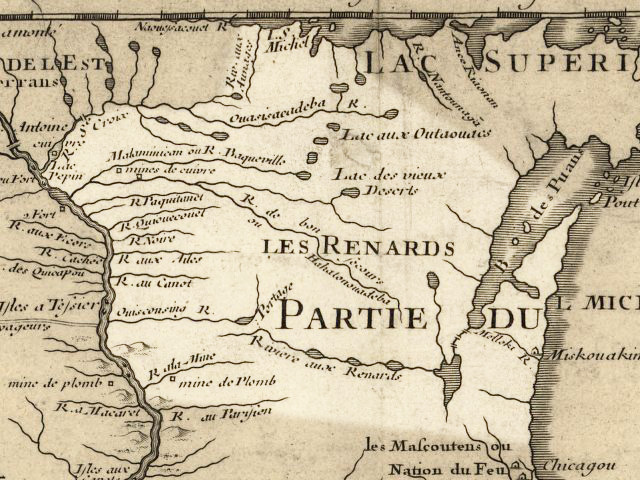
Carte du Wisconsin en Nouvelle-France par Guillaume Delisle en 1718.

Il exerce sa tâche de missionnaire dans cette région pendant 32 ans et réside principalement à la baie des Puants. Ces voyages l'amènent à visiter de nombreuses communautés amérindiennes tel que les Renards, les Malomines, les Mascoutins, les Kickapous, les Outaouais, les Potéouatamis et les Miamis. En 1711, il remplace le père Claude Aveneau au poste de la rivière Saint-Joseph, pendant la maladie de celui-ci. En 1721, alors qu'il est en poste à la baie des Puants, il reçoit la visite du père Charlevoix lors du voyage de ce dernier en Nouvelle-France en 1721-1722, voyage qui est à l'origine de la rédaction de son Histoire et description générale de la Nouvelle France,. En 1722, il succède au père Pierre-Gabriel Marais comme supérieur des missions outaouaises des jésuites.
C'est aussi à cette époque que le Pays-d'en-Haut prend de plus en plus d'importance pour la France. Celle-ci désire alors renforcer sa position en Nouvelle-France dans la partie ouest du continent à la suite des pertes subies dans l'est, perte d'une partie de l'Acadie et de Terre-Neuve, résultant du traité d’Utrecht qui a mis fin à la guerre de Succession d'Espagne. L'un des premiers objectifs des dirigeants de la colonie est alors d'établir un poste chez le peuple sioux. 
Cette orientation politique amène donc le père Chardon à travailler entre 1725 et 1727 à l'établissement d'une mission chez les Sioux et à l'obtention d'un droit de passage sur le territoire des Renards, mission à laquelle s'opposent ces derniers car ils y voient des risques pour leur propre commerce avec les Amérindiens de la communauté sioux. Le père Chardon réussit à rétablir la paix entre les deux groupes amérindiens et participe au premier voyage de commerçants français chez les Sioux mené par René Boucher de La Perrière.
On connaît très peu de choses de ses activités missionnaires entre 1728 et 1733, il n'occupe plus un poste permanent à la mission Saint-François-Xavier de baie des Puants, le poste ayant été incendié et abandonné par Constant Le Marchand de Lignery lors de son retour d'une expédition contre les Renards en 1728, mais il continue de voyager parmi les tribus amérindiennes des Grands Lacs.

### Les dernières années
Il est de retour dans la région de Montréal où il réside entre 1734 et 1735. Il revient ensuite à Québec où il prend sa retraite. Malgré tout, il se rend au Saguenay en 1740 « pour y initier le père Jean-Baptiste Maurice à la vie de missionnaire ». Il revient à Québec vers le 7 septembre 1740. Pendant ses dernières années, où il est âgé et malade, il reçoit la visite de Mgr Henri-Marie Dubreil de Pontbriand, évêque de Québec, qui le tient en haute estime et vient chercher sa bénédiction. Il meurt à Québec le 11 avril 1743.